# Can Massip
Can Massip és una masia del municipi de Cardedeu (Vallès Oriental) protegida com a bé cultural d'interès local.

## Descripció
És una masia de planta rectangular, amb coberta de teula àrab a dues vessants, la de llevant més baixa.Té portal adovellat d'arc escarser. Flanquejant el portal a la planta baixa, hi ha a la banda de ponent una finestra d'arc escarser emmarcada amb maó a plec de llibre. A la banda de llevant, hi ha una finestra rectangular i un portal estret amb llinda de fusta. Damunt d'aquest hi ha una finestra amb brancals de pedra granítica i llinda plana amb la data 1715 enmig del monograma JHS. Damunt de la porta principal hi ha una finestra balconera amb barana de ferro. La resta d'espais buits de les façanes són quadrangulars d'arc pla amb llinda de fusta. En la modificació recent s'ha arrebossat la façana principal amagant part de les llindes originals de les finestres i s'han col·locat nous porticons de fusta.

## Història
L'any 1297 tenim la primera menció de Massip, quan se cita a un tal Guillem Massip de la parròquia de Cardedeu, cal dir però que d'aquests moments no es tenen referències directes del mas i no es pot assegurar que fos ocupat pels Massip. En els fogatges de 1470 apareix Narcís Massip i el 1516 al mas se l'anomena Massip. Les mencions directes en documentació sobre el mas són rares. Poques vegades apareixen citades terres de la seva propietat i les escasses mencions són referents a possessions que van pertànyer al mas i que van passar a Volart o a Andreu, masos de ben segur més florents en el segle xvi. En el segle xviii segurament el mas va guanyar en importància, així ho manifesta la data 1715 a la llinda de la finestra de llevant. Es creu que al segle xix es van produir una sèrie de reformes. Recentment el mas havia estat abandonat, com altres propers a ell, havia estat abandonat i utilitzat com a magatzem agrícola i actualment està reformat i és l'habitatge dels propietaris.